# London Business School
London Business School er en handelshøjskole etableret i 1964. London Business School er en del af University of London, men med betydelig autonomi. Skolen er beliggende i det centrale London, tæt ved Regent's Park. London Business School underviser inden for handel, finansiering og forvaltning. I 2010 blev London Business School’s MBA program kåret som nummer et i verden af Financial Times. Skolen har tætte samarbejder med det nærliggende University College London og Modern Language Centre ved King's College London.